# Albaner in Griechenland

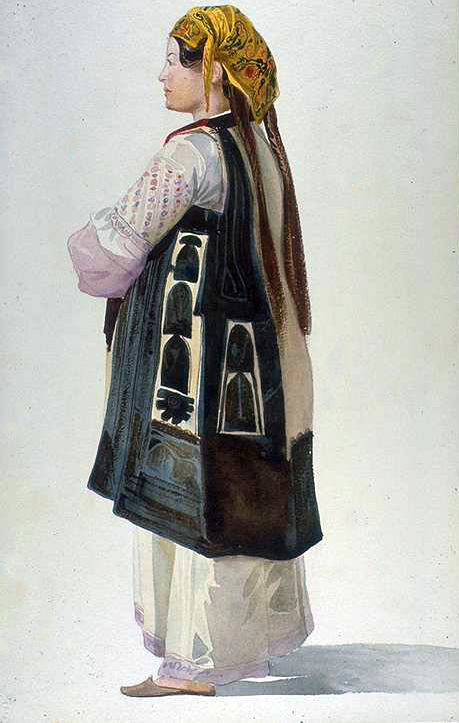
Charles Gleyre: Albanische Bäuerin, Athen. (1834, Museum of Fine Arts, Boston).

Die Albaner in Griechenland (albanisch Shqiptarët në Greqi; griechisch Αλβανοί στην Ελλάδα Alvanoí stin Elláda) stellen mit einer Bevölkerung von etwa einer halben bis einer Million Personen die größte Minderheit in Griechenland. Sie unterteilt sich in drei Gruppen: die alteingesessenen griechisch-orthodoxen Arvaniten, die moslemischen Çamen und seit Anfang der 1990er Jahre neu, vor allem aus der Republik Albanien eingewanderte Migranten. Weder die Migranten noch die in Griechenland einheimischen Albaner werden offiziell als ethnische oder nationale Minderheit anerkannt.

## Anzahl
Seit 1990 und dem Ende der kommunistischen Diktatur unter Enver Hoxha in Albanien hat Griechenland etwa 700.000 albanische Immigranten aufgenommen, von denen viele illegal einreisten. Die griechische Volkszählung von 2011 spricht von 480.824 albanischen Staatsbürgern in Griechenland, mit 53 % die größte Ausländergruppe im Land.
Dazu kommen noch etwa 20.000 christliche Çamen und bis zu 200.000 Arvaniten, die Albanisch sprechen oder ein arvanitisches Bewusstsein haben. Von ihnen bekennen sich jedoch nur 25.000 offiziell. Albanische Quellen geben deutlich höhere Zahlen an und behaupten, dass Millionen von Griechen albanische Wurzeln hätten.

## Siedlungsgebiet

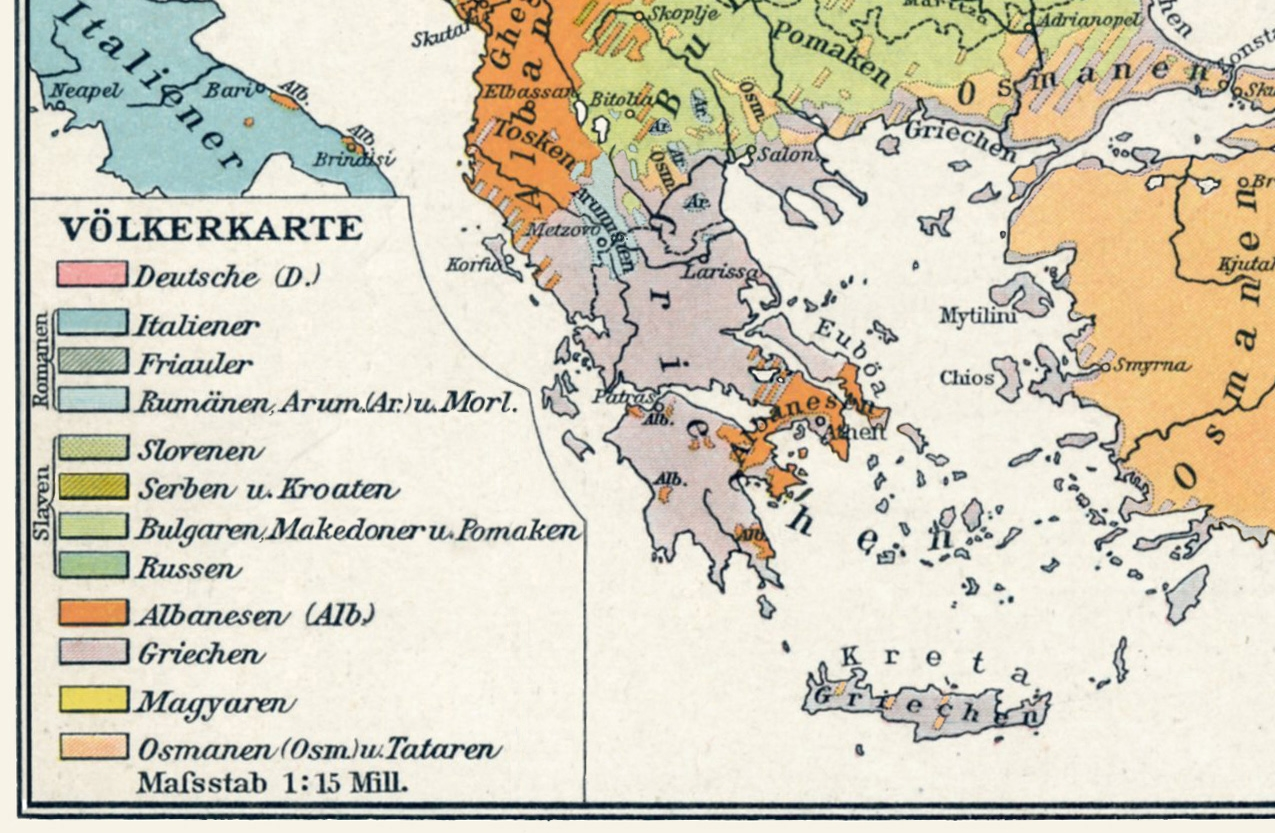
Ethnographische Karte Griechenlands von 1908, mehrheitlich von Albanischstämmigen bewohnte Gebiete orange

Die albanischen Einwanderer in Griechenland leben heute hauptsächlich in Großstädten wie Thessaloniki und Athen. Auf einigen Agäisinseln sowie in Dörfern im südlichen und nördlichen Griechenland sind die Arvaniten vertreten. Die Çamen lebten bis zu ihrer Vertreibung 1945, was ihre Vertreter als Völkermord betrachten, im Epirus in Nordwestgriechenland, der von ihnen als Çamëria bezeichnet wird.
Um die Volkszugehörigkeit der Soulioten streiten sich Griechen und Albaner, was den aktuellen Disput der Minderheitenrechte im albanischen Nordepirus (griechisch Vórios Ipiros Βόρειος Ήπειρος) und griechischen Südepirus (albanisch Çamëri/-a) widerspiegelt. Angehörige beider Völker sehen im Kampf der Soulioten gegen die Osmanen einen heldenhaften nationalen Einsatz, der zur Gründung ihres modernen Staates beigetragen habe. Ursprünglich waren die Soulioten jedoch Çamen, also ethnische Albaner. Nach der maßgeblich von den Soulioten erkämpften Befreiung Griechenlands ab 1821 war die albanische Sprache für wenige Jahre als Amtssprache auch im Parlament in Verwendung, bis sie nach anschließenden Einwirkungen russisch-orthodoxer Oligarchen in Griechenland ab 1827 in öffentlichen Bildungssystemen und Ämtern wie schon zuvor unter dem Osmanischen Reich verboten wurde. In folge darauf gingen die albanischsprachigen Gemeinschaften nicht selten in die griechische Nation über.
Die von slawisch-orthodoxen Interessen geprägte Stärkung des griechischen Staates wurde mithilfe der Militärallianz zwischen Griechenland, Serbien, Montenegro und Bulgarien, primär gegen das Osmanische Reich, auch der albanischen Gemeinschaft zum unterdrückenden Verhängnis.
Spätestens im 19. Jahrhundert waren die Soulioten weitgehend gräzisiert, jedoch blieben erhebliche Reste ihrer albanischen Umgangssprache erhalten, wovon das von Markos Botsaris verfasste griechisch-albanische Wörterbuch zeugt.
Der Name der Stadt, nach der die Soulioten benannt sind, entstammt dem albanischen suli, zu deutsch „Berggipfel“.

## Geschichte und Assimilierungsprozess

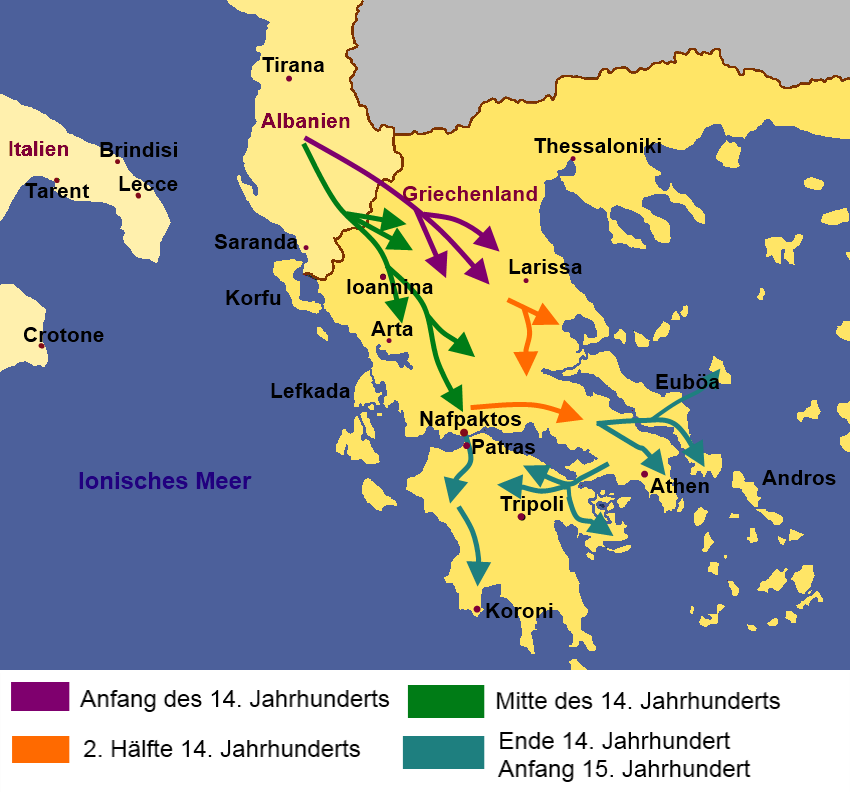
Albanische Auswanderung nach Griechenland zwischen dem 14. und 16. Jahrhundert

Die Arvaniten siedelten sich im 13. bis 15. Jahrhundert im Süden Griechenlands und auf der Peloponnes an.
Die Çamen waren beim Bevölkerungsaustausch zwischen Griechenland und der Türkei 1923 als einzige muslimische Minderheit neben den Westthrakientürken von der Umsiedlung ausgenommen. Im Zweiten Weltkrieg wurden sie jedoch kollektiv der Kollaboration mit den Italienern verdächtigt und ein Großteil der muslimischen Albaner 1944 nach Albanien und in die Türkei vertrieben. Es kann davon ausgegangen werden, dass viele Çamen mit den deutschen Besatzern sympathisierten, nachdem diese ihnen einen Anschluss der Region an Albanien nach dem Krieg in Aussicht gestellt hatten. Es kam auch zu Verbrechen, Beteiligung an Massakern, Vertreibung und anderen Übergriffen der Çamen an den Griechen in Epirus, insbesondere in Paramythia.
Die arvanitische respektive albanische Sprache genießt keinen Rechtsstatus und wird an Schulen nicht unterrichtet. Einzig in den 1930er Jahren wurde in wenigen Dörfern auf Albanisch unterrichtet. Eine Förderung der Minderheit und ihrer Sprache fand ansonsten nie statt. Heute sind alle Arvaniten und Çamen Griechenlands zweisprachig oder beherrschen nur die griechische Sprache. Beobachter sprechen von amtlichem Druck sowie einer Verdrängung und Prestigeminderung der Minderheitensprache durch staatliche Institutionen und die orthodoxe Kirche. Als Folge wird die arvanitische Sprache wohl nur noch in wenigen Dörfern verwendet, die Arvaniten anerkennen eine griechische Identität parallel zur arvanitischen. Einen albanischen Sprachgebrauch in den Medien oder Öffentlichkeit gibt es kaum. Die Gottesdienste werden fast ausnahmslos auf Griechisch abgehalten. Neben ein paar Buch- und CD-Publikationen sind einzig das Abspielen von einigen arvanitischen Liedern in lokalen Radiosendern und Auftritte an Musikfestivals nachgewiesen – Sänger, die Lieder in Minderheitensprachen vortrugen, waren aber auch schon Gewalt ausgesetzt. Um das Jahr 1980 wurden vier arvanitische Kulturvereine gegründet.
Die Albaner bilden in Griechenland seit den 1990er Jahren die größte Migrantengruppe, doch sind sie bemüht, nicht aufzufallen. Aus Angst vor Diskriminierung wechseln Einwanderer Namen und Religion: Es wurde beobachtet, dass sich immer mehr Menschen im Süden Albaniens als Griechen bekennen und sogar ihren muslimischen Namen gegen einen christlichen oder griechischen tauschen. Sie erhoffen sich damit zumeist, ein Visum für Griechenland zu erhalten. Nach der Einwanderung nach Griechenland lassen sie sich taufen und den griechischen Namen im Pass eintragen.
Im Norden Griechenlands sollen im Jahr 2003 militante Albaner den bewaffneten Kampf vorbereitet haben, um Großalbanien zu gründen.

## Bekannte Arvaniten und Albaner in Griechenland
Çamen und Soulioten
- Markos Botsaris (1788–1823), militärischer Führer der Soulioten

Arvanitische Abstammung
- Andreas Miaoulis (1769–1835), Admiral
- Laskarina Bouboulina (1771–1825), Heldin des griechischen Unabhängigkeitskriegs
- Georgios Koundouriotis (1782–1858), Politiker und Ministerpräsident Griechenlands
- Antonios Kriezis (1796–1865), Politiker und ehemaliger Ministerpräsident Griechenlands
- Dimitrios Voulgaris (1802–1878), Politiker und ehemaliger Ministerpräsident Griechenlands
- Athanasios Miaoulis (1815–1867), Politiker und ehemaliger Ministerpräsident Griechenlands
- Pavlos Koundouriotis (1855–1935), Admiral, zweifacher Vizekönig und Staatspräsident Griechenlands
- Theodoros Pangalos (1878–1952), General der griechischen Armee und Politiker
- Hieronymos II. (* 1938), griechisch-orthodoxer Geistlicher, seit 2008 Erzbischof von Athen und Oberhaupt der autokephalen orthodoxen Kirche von Griechenland
- Theodoros Pangalos (1938–2023), Politiker und von 2009 bis 2012 stellvertretender Ministerpräsident, Enkelsohn des gleichnamigen Generals

Eingebürgerte albanischstämmige Sportler
- Mirela Manjani (* 1976), Weltmeisterin im Speerwurf
- Florian Marku (* 1992), Weltmeister im Kickboxen